# Naïma (Sängerin)
Naïma (geb. Naima Said Ibrahim) ist eine komorische Sängerin. Sie singt im Stil des Zouk fast jump-up carnival beat.
Sie gehört zu einer neuen Generation der Zouk-Sänger, der fast jump-up carnival style beat stammt ursprünglich von den karibischen Inseln Guadeloupe und Martinique. Er wurde durch die Band Kassav’ von den Französischen Antillen in den 1980ern populär.

## Karriere
Naima wurde von der Plattenfirma SectionZouk unter Vertrag genommen. Ihr erstes Album erhielt den Titel „Reviens“ (dt.: „Komm Zurück“). Danach veröffentlichte sie verschiedene Singles, unter anderem das R&B-Stück „In Your Dreams“ (dt.: „In deinen Träumen“). Naima war bis 2008 bei SectionZouk unter Vertrag, als Befürchtungen auftraten, dass das Genre Zouk an Beliebtheit verlöre. Als Schlüsselfigur des Zouk-Genres führte die Auflösung ihres Vertrags zu einer Diskussion um die Zukunft des Musikstils („raises[d] new questions about where the zouk industry is heading“). Später erklärte sie, dass einer ihrer Songs, „Avec ou sans toi“ (dt.: „Mit oder ohne Dich“), von einem früheren, unveröffentlichten Album in Europa, Martinique und Französisch-Guayana illegal veröffentlicht worden sei.

## Familie
Naïma ist die Tochter der komorischen Sängerin Chamsia Sagaf.